# Chronologie des préfets et grands élus du Loiret au XXe siècle
La chronologie des préfets et grands élus du Loiret au XXe siècle présente les noms des préfets, députés, sénateurs, présidents du Conseil général et des maires des quatre grandes villes (Orléans, Montargis, Gien et Pithiviers) élus dans le département français du Loiret au XXe siècle.
Les communautés d'agglomération d'Orléans et de Montargis ont été créées respectivement en 1998 et 2001 et ne sont pas représentées dans ce tableau.

## Chronologie
|      | Période                 | Préfet                                      | Sénateur                                                                               | Député | Président du Conseil général | Maire d'Orléans                   | Maire de Montargis | Maire de Gien        | Maire de Pithiviers |
| 1900 | Troisième République    |                                             | Albert Viger Gustave Alasseur                                                          | | Georges Cochery              | Harold Portalis                   | Rodolphe Sedillot  | François Augère      |                     |
| 1901 | Troisième République    |                                             | Albert Viger Gustave Alasseur                                                          | Orléans II : Louis Darblay Gien : Ernest Guingand | Georges Cochery              | Harold Portalis                   | Rodolphe Sedillot  | François Augère      |                     |
| 1902 | Troisième République    | Gustave Marie Antoine Chadenier             | Albert Viger Gustave Alasseur                                                          | Orléans I : Fernand Rabier Orléans II : Louis Darblay Gien : Ernest Guingand Montargis : Albert Vazeille Pithiviers : Georges Cochery                    | Georges Cochery              | Harold Portalis                   | Rodolphe Sedillot  | François Augère      |                     |
| 1903 | Troisième République    | Gustave Marie Antoine Chadenier             | Albert Viger Gustave Alasseur                                                          | Orléans I : Fernand Rabier Orléans II : Louis Darblay Gien : Ernest Guingand Montargis : Albert Vazeille Pithiviers : Georges Cochery                    | Georges Cochery              | Harold Portalis                   | Rodolphe Sedillot  | François Augère      |                     |
| 1904 | Troisième République    | Gustave Marie Antoine Chadenier             | Albert Viger Gustave Alasseur                                                          | Orléans I : Fernand Rabier Orléans II : Louis Darblay Gien : Ernest Guingand Montargis : Albert Vazeille Pithiviers : Georges Cochery                    | Georges Cochery              | Harold Portalis                   | Rodolphe Sedillot  | François Augère      |                     |
| 1905 | Troisième République    | Jean Jacques Georges Maringer Félix Trepont | Albert Viger Gustave Alasseur                                                          | Orléans I : Fernand Rabier Orléans II : Louis Darblay Gien : Ernest Guingand Montargis : Albert Vazeille Pithiviers : Georges Cochery                    | Georges Cochery              | Léonce Courtin-Rossignol († 1910) | Rodolphe Sedillot  | François Augère      |                     |
| 1906 | Troisième République    | Jean Jacques Georges Maringer Félix Trepont | Ernest Guingand Albert Viger                                                           | Orléans I : Fernand Rabier Orléans II : Henri Roy Gien : Raphaël Delaunay Montargis : Albert Vazeille Pithiviers : Georges Cochery                       | Georges Cochery              | Léonce Courtin-Rossignol († 1910) | Rodolphe Sedillot  | François Augère      |                     |
| 1907 | Troisième République    | Georges Émile Tallon                        | Ernest Guingand Albert Viger                                                           | Orléans I : Fernand Rabier Orléans II : Henri Roy Gien : Raphaël Delaunay Montargis : Albert Vazeille Pithiviers : Georges Cochery                       | Georges Cochery              | Léonce Courtin-Rossignol († 1910) | Rodolphe Sedillot  | François Augère      |                     |
| 1908 | Troisième République    | Georges Émile Tallon                        | Ernest Guingand Albert Viger                                                           | Orléans I : Fernand Rabier Orléans II : Henri Roy Gien : Raphaël Delaunay Montargis : Albert Vazeille Pithiviers : Georges Cochery                       | Georges Cochery              | Léonce Courtin-Rossignol († 1910) | Rodolphe Sedillot  | François Augère      |                     |
| 1909 | Troisième République    | Robert Godefroy                             | Ernest Guingand Albert Viger                                                           | Orléans I : Fernand Rabier Orléans II : Henri Roy Gien : Raphaël Delaunay Montargis : Albert Vazeille Pithiviers : Georges Cochery                       | Georges Cochery              | Léonce Courtin-Rossignol († 1910) | Rodolphe Sedillot  | François Augère      |                     |
| 1910 | Troisième République    | Robert Godefroy                             | Ernest Guingand Albert Viger                                                           | Orléans I : Fernand Rabier Orléans II : Henri Roy Gien : Gustave Alasseur Montargis : Albert Vazeille Pithiviers : Georges Cochery                       | Georges Cochery              | Paul Gitton                       | Rodolphe Sedillot  | François Augère      |                     |
| 1911 | Troisième République    | Charles Aubert Gaston Poux-Laville          | Ernest Guingand Albert Viger                                                           | Orléans I : Fernand Rabier Orléans II : Henri Roy Gien : Gustave Alasseur Montargis : Albert Vazeille Pithiviers : Georges Cochery                       | Georges Cochery              | Paul Gitton                       | Thierry Falour     | François Augère      |                     |
| 1912 | Troisième République    | Charles Aubert Gaston Poux-Laville          | Ernest Guingand Albert Viger                                                           | Orléans I : Fernand Rabier Orléans II : Henri Roy Gien : Gustave Alasseur Montargis : Albert Vazeille Pithiviers : Georges Cochery                       | Marie Albert Viger           | Fernand Rabier                    | Thierry Falour     | Jean Villejean       |                     |
| 1913 | Troisième République    | Charles Aubert Gaston Poux-Laville          | Ernest Guingand Albert Viger                                                           | Orléans I : Fernand Rabier Orléans II : Henri Roy Gien : Gustave Alasseur Montargis : Albert Vazeille Pithiviers : Georges Cochery                       | Georges Cochery              | Fernand Rabier                    | Thierry Falour     | Jean Villejean       |                     |
| 1914 | Troisième République    | Gabriel Brin Urbain Vitry                   | Ernest Guingand Albert Viger                                                           | Orléans I : Fernand Rabier Orléans II : Henri Roy Gien : Gustave Alasseur Montargis : René Le Brecq Pithiviers : Georges Cochery                         | Marie Albert Viger           | Fernand Rabier                    | Thierry Falour     | Jean Villejean       |                     |
| 1915 | Troisième République    | Gabriel Brin Urbain Vitry                   | Ernest Guingand Albert Viger                                                           | Orléans I : Fernand Rabier Orléans II : Henri Roy Gien : Gustave Alasseur Montargis : René Le Brecq Pithiviers : Georges Cochery                         | Marie Albert Viger           | Fernand Rabier                    | Thierry Falour     | Jean Villejean       |                     |
| 1916 | Troisième République    | Gabriel Brin Urbain Vitry                   | Ernest Guingand Albert Viger                                                           | Orléans I : Fernand Rabier Orléans II : Henri Roy Gien : Gustave Alasseur Montargis : René Le Brecq Pithiviers : Georges Cochery                         | Marie Albert Viger           | Fernand Rabier                    | Thierry Falour     | Jean Villejean       |                     |
| 1917 | Troisième République    | Gabriel Brin Urbain Vitry                   | Ernest Guingand Albert Viger                                                           | Orléans I : Fernand Rabier Orléans II : Henri Roy Gien : Gustave Alasseur Montargis : René Le Brecq Pithiviers : Georges Cochery                         | Marie Albert Viger           | Fernand Rabier                    | Thierry Falour     | Jean Villejean       |                     |
| 1918 | Troisième République    | Gabriel Brin Urbain Vitry                   | Ernest Guingand Albert Viger                                                           | Orléans I : Fernand Rabier Orléans II : Henri Roy Gien : Gustave Alasseur Montargis : René Le Brecq Pithiviers : Georges Cochery                         | Marie Albert Viger           | Fernand Rabier                    | Thierry Falour     | Jean Villejean       |                     |
| 1919 | Troisième République    | Gaston Allain                               | Ernest Guingand Albert Viger                                                           | René Le Brecq Louis Darblay Georges Maurisson Pierre Dézarnaulds Charles Roux                                                                            | Marie Albert Viger           | Albert Laville                    | Paul Baudin        | Jean Villejean       |                     |
| 1920 | Troisième République    | Pierre Génébrier                            | Marcel Donon Fernand Rabier Henri Roy                                                  | René Le Brecq Louis Darblay Georges Maurisson Pierre Dézarnaulds Charles Roux                                                                            | Marie Albert Viger           | Albert Laville                    | Paul Baudin        | Jean Villejean       |                     |
| 1921 | Troisième République    | Pierre Génébrier                            | Marcel Donon Fernand Rabier Henri Roy                                                  | René Le Brecq Louis Darblay Georges Maurisson Pierre Dézarnaulds Charles Roux                                                                            | Marie Albert Viger           | Albert Laville                    | Paul Baudin        | Jean Villejean       |                     |
| 1922 | Troisième République    | Pierre Génébrier                            | Marcel Donon Fernand Rabier Henri Roy                                                  | René Le Brecq Louis Darblay Georges Maurisson Pierre Dézarnaulds Charles Roux                                                                            | Marie Albert Viger           | Albert Laville                    | Paul Baudin        | Jean Villejean       |                     |
| 1923 | Troisième République    | Pierre Génébrier                            | Marcel Donon Fernand Rabier Henri Roy                                                  | René Le Brecq Louis Darblay Georges Maurisson Pierre Dézarnaulds Charles Roux                                                                            | Marie Albert Viger           | Albert Laville                    | Paul Baudin        | Jean Villejean       |                     |
| 1924 | Troisième République    | Pierre Génébrier                            | M. Donon F. Rabier H. Roy                                                              | Pierre Dézarnaulds Charles Roux Henri Chevrier Théophile Chollet Eugène Frot                                                                             | Marie Albert Viger           | Albert Laville                    | Paul Baudin        | Jean Villejean       |                     |
| 1925 | Troisième République    | Pierre Génébrier                            | M. Donon F. Rabier H. Roy                                                              | Pierre Dézarnaulds Charles Roux Henri Chevrier Théophile Chollet Eugène Frot                                                                             | Fernand Rabier               | Théophile Chollet († 1929)        | Paul Baudin        | Jean Villejean       |                     |
| 1926 | Troisième République    | Pierre Génébrier                            | M. Donon F. Rabier H. Roy                                                              | Pierre Dézarnaulds Charles Roux Henri Chevrier Théophile Chollet Eugène Frot                                                                             | Fernand Rabier               | Théophile Chollet († 1929)        | Paul Baudin        | Jean Villejean       |                     |
| 1927 | Troisième République    | Pierre Génébrier                            | M. Donon F. Rabier H. Roy                                                              | Pierre Dézarnaulds Charles Roux Henri Chevrier Théophile Chollet Eugène Frot                                                                             | Fernand Rabier               | Théophile Chollet († 1929)        | Paul Baudin        | Jean Villejean       |                     |
| 1928 | Troisième République    | Pierre Génébrier                            | M. Donon F. Rabier H. Roy                                                              | Orléans I : Maurice Auguste Berger Orléans II : François Gaumet Gien : Pierre Dezarnaulds Montargis : Eugène Frot Pithiviers : Henri Chevrier            | Fernand Rabier               | Théophile Chollet († 1929)        | Célestin Fouquin   | Jean Villejean       |                     |
| 1929 | Troisième République    | Pierre Chaumet Paul Castanet                | M. Donon F. Rabier H. Roy                                                              | Orléans I : Maurice Auguste Berger Orléans II : François Gaumet Gien : Pierre Dezarnaulds Montargis : Eugène Frot Pithiviers : Henri Chevrier            | Fernand Rabier               | Eugène Turbat                     | Célestin Fouquin   | Jean Villejean       |                     |
| 1930 | Troisième République    | André Jozon                                 | M. Donon F. Rabier H. Roy                                                              | Orléans I : Maurice Auguste Berger Orléans II : François Gaumet Gien : Pierre Dezarnaulds Montargis : Eugène Frot Pithiviers : Henri Chevrier            | Fernand Rabier               | Eugène Turbat                     | Célestin Fouquin   | Jean Villejean       |                     |
| 1931 | Troisième République    | André Jozon                                 | M. Donon F. Rabier H. Roy                                                              | Orléans I : Maurice Auguste Berger Orléans II : François Gaumet Gien : Pierre Dezarnaulds Montargis : Eugène Frot Pithiviers : Henri Chevrier            | Fernand Rabier               | Eugène Turbat                     | Célestin Fouquin   | Jean Villejean       |                     |
| 1932 | Troisième République    | André Jozon                                 | M. Donon F. Rabier H. Roy                                                              | Orléans I : Jean Zay Orléans II : Léon Pellé Gien : Pierre Dezarnaulds Montargis : Eugène Frot Pithiviers : Henri Chevrier                               | Fernand Rabier               | Eugène Turbat                     | Célestin Fouquin   | Jean Villejean       |                     |
| 1933 | Troisième République    | Robert Billecart                            | E. Turbat                                                                              | Orléans I : Jean Zay Orléans II : Léon Pellé Gien : Pierre Dezarnaulds Montargis : Eugène Frot Pithiviers : Henri Chevrier                               | Louis Gallouédec             | Eugène Turbat                     | Célestin Fouquin   | Jean Villejean       |                     |
| 1934 | Troisième République    | Robert Billecart                            | E. Turbat                                                                              | Orléans I : Jean Zay Orléans II : Léon Pellé Gien : Pierre Dezarnaulds Montargis : Eugène Frot Pithiviers : Henri Chevrier                               | Marcel Donon                 | Eugène Turbat                     | Jules Beaujard     | Jean Villejean       |                     |
| 1935 | Troisième République    | Robert Billecart                            | E. Turbat                                                                              | Pithiviers : Paul Cabanis | Louis Gallouédec             | Claude Lewy                       | Léon Giguet        | Pierre Dézarnaulds   |                     |
| 1936 | Troisième République    | Jules Scamaroni                             | E. Turbat                                                                              | Orléans I : Jean Zay Orléans II : Léon Pellé Gien : Pierre Dézarnaulds Montargis : Eugène Frot Pithiviers : Paul Cabanis                                 | Marcel Donon                 | Claude Lewy                       | Léon Giguet        | Pierre Dézarnaulds   |                     |
| 1937 | Troisième République    | Jules Scamaroni                             | E. Turbat                                                                              | Orléans I : Jean Zay Orléans II : Léon Pellé Gien : Pierre Dézarnaulds Montargis : Eugène Frot Pithiviers : Paul Cabanis                                 | Marcel Donon                 | Claude Lewy                       | Léon Giguet        | Pierre Dézarnaulds   |                     |
| 1938 | Troisième République    | Marcel Antoine Jean Lemoine                 | E. Turbat                                                                              | Orléans I : Jean Zay Orléans II : Léon Pellé Gien : Pierre Dézarnaulds Montargis : Eugène Frot Pithiviers : Paul Cabanis                                 | Marcel Donon                 | Claude Lewy                       | Léon Giguet        | Pierre Dézarnaulds   |                     |
| 1939 | Troisième République    | Marcel Antoine Jean Lemoine                 | E. Turbat                                                                              | Orléans I : Jean Zay Orléans II : Léon Pellé Gien : Pierre Dézarnaulds Montargis : Eugène Frot Pithiviers : Paul Cabanis                                 | Marcel Donon                 | Claude Lewy                       | Léon Giguet        | Pierre Dézarnaulds   |                     |
| 1940 | Seconde Guerre mondiale | Jacques Morane                              | E. Turbat                                                                              | Orléans I : Jean Zay Orléans II : Léon Pellé Gien : Pierre Dézarnaulds Montargis : Eugène Frot Pithiviers : Paul Cabanis                                 | Marcel Donon                 | Louis Simonin                     | Léon Mazet         |                      |                     |
| 1941 | Seconde Guerre mondiale | Jacques Morane                              | E. Turbat                                                                              | Orléans I : Jean Zay Orléans II : Léon Pellé Gien : Pierre Dézarnaulds Montargis : Eugène Frot Pithiviers : Paul Cabanis                                 | Marcel Donon                 | Louis Simonin                     | Léon Mazet         |                      |                     |
| 1942 | Seconde Guerre mondiale | Jacques Morane-                             | E. Turbat                                                                              | Orléans I : Jean Zay Orléans II : Léon Pellé Gien : Pierre Dézarnaulds Montargis : Eugène Frot Pithiviers : Paul Cabanis                                 | Marcel Donon                 | Louis Simonin                     | Louis Terrat       |                      |                     |
| 1943 | Seconde Guerre mondiale | Jacques Morane-                             | E. Turbat                                                                              | Orléans I : Jean Zay Orléans II : Léon Pellé Gien : Pierre Dézarnaulds Montargis : Eugène Frot Pithiviers : Paul Cabanis                                 | Marcel Donon                 | Louis Simonin                     | Louis Terrat       |                      |                     |
| 1944 | Seconde Guerre mondiale | Jacques Bussière Angelo Chiappe             | E. Turbat                                                                              | Orléans I : Jean Zay Orléans II : Léon Pellé Gien : Pierre Dézarnaulds Montargis : Eugène Frot Pithiviers : Paul Cabanis                                 | Marcel Donon                 | Pierre Chevallier († 1951)        | Maurice Meunier    | Pierre Dézarnaulds   |                     |
| 1945 | Seconde Guerre mondiale | François Lota                               | E. Turbat                                                                              | Pierre Gabelle (MRP) Albert Rigal (PCF) Pierre Ségelle (SFIO) Pierre Dézarnaulds (Radical-socialiste) Pierre Chevallier (UDSR)                           | Pierre Dézarnaulds           | Pierre Chevallier († 1951)        | Maurice Meunier    | Pierre Dézarnaulds   |                     |
| 1946 | Quatrième République    | François Lota                               | J. Delmas de 1946 à 1948 P. de Félice de 1946 à 1951 C. Lemaitre-Basset de 1948 à 1955 | Pierre Gabelle (MRP) Albert Rigal (PCF) Pierre Ségelle (SFIO) Pierre Dézarnaulds (Radical-socialiste) Pierre Chevallier (UDSR)                           | Pierre Dézarnaulds           | Pierre Chevallier († 1951)        | Maurice Meunier    | Pierre Dézarnaulds   |                     |
| 1947 | Quatrième République    | François Lota                               | J. Delmas de 1946 à 1948 P. de Félice de 1946 à 1951 C. Lemaitre-Basset de 1948 à 1955 | Pierre Gabelle (MRP) Albert Rigal (PCF) Pierre Ségelle (SFIO) Pierre Dézarnaulds (Radical-socialiste) Pierre Chevallier (UDSR)                           | Pierre Dézarnaulds           | Pierre Chevallier († 1951)        | Jean Viscardi      | Pierre Dézarnaulds   |                     |
| 1948 | Quatrième République    | André Trémaux                               | J. Delmas de 1946 à 1948 P. de Félice de 1946 à 1951 C. Lemaitre-Basset de 1948 à 1955 | Pierre Gabelle (MRP) Albert Rigal (PCF) Pierre Ségelle (SFIO) Pierre Dézarnaulds (Radical-socialiste) Pierre Chevallier (UDSR)                           | Pierre Dézarnaulds           | Pierre Chevallier († 1951)        | Jean Viscardi      | Pierre Dézarnaulds   |                     |
| 1949 | Quatrième République    | André Trémaux                               | J. Delmas de 1946 à 1948 P. de Félice de 1946 à 1951 C. Lemaitre-Basset de 1948 à 1955 | Pierre Gabelle (MRP) Albert Rigal (PCF) Pierre Ségelle (SFIO) Pierre Dézarnaulds (Radical-socialiste) Pierre Chevallier (UDSR)                           | Pierre Dézarnaulds           | Pierre Chevallier († 1951)        | Jean Viscardi      | Pierre Dézarnaulds   |                     |
| 1950 | Quatrième République    | André Trémaux                               | J. Delmas de 1946 à 1948 P. de Félice de 1946 à 1951 C. Lemaitre-Basset de 1948 à 1955 | | Pierre Dézarnaulds           | Pierre Chevallier († 1951)        | Jean Viscardi      | Pierre Dézarnaulds   |                     |
| 1951 | Quatrième République    | André Trémaux                               | L. Perdereau de 1951 à 1959 M. Charpentier de 1955 à 1959                              | Pierre Gabelle (MRP) Pierre de Félice (Rad-soc) Pierre Ségelle (SFIO) Pierre Dézarnaulds (Rad-soc) Pierre Chevallier (UDSR), puis Roger Secrétain (UDSR) | Pierre Dézarnaulds           | René Dhiver                       | Jean Viscardi      | Pierre Dézarnaulds   |                     |
| 1952 | Quatrième République    | Maxime Roux                                 | L. Perdereau de 1951 à 1959 M. Charpentier de 1955 à 1959                              | Pierre Gabelle (MRP) Pierre de Félice (Rad-soc) Pierre Ségelle (SFIO) Pierre Dézarnaulds (Rad-soc) Pierre Chevallier (UDSR), puis Roger Secrétain (UDSR) | Pierre Dézarnaulds           | René Dhiver                       | Jean Viscardi      | Pierre Dézarnaulds   |                     |
| 1953 | Quatrième République    | Maxime Roux                                 | L. Perdereau de 1951 à 1959 M. Charpentier de 1955 à 1959                              | Pierre Gabelle (MRP) Pierre de Félice (Rad-soc) Pierre Ségelle (SFIO) Pierre Dézarnaulds (Rad-soc) Pierre Chevallier (UDSR), puis Roger Secrétain (UDSR) | Pierre Dézarnaulds           | René Dhiver                       | Jean Viscardi      | Pierre Dézarnaulds   |                     |
| 1954 | Quatrième République    | Maxime Roux                                 | L. Perdereau de 1951 à 1959 M. Charpentier de 1955 à 1959                              | Pierre Gabelle (MRP) Pierre de Félice (Rad-soc) Pierre Ségelle (SFIO) Pierre Dézarnaulds (Rad-soc) Pierre Chevallier (UDSR), puis Roger Secrétain (UDSR) | Pierre Dézarnaulds           | Pierre Ségelle                    | Robert Szigeti     | Pierre Dézarnaulds   |                     |
| 1955 | Quatrième République    | Désiré Arnaud Robert Holveck                | L. Perdereau de 1951 à 1959 M. Charpentier de 1955 à 1959                              | Pierre Gabelle (MRP) Pierre de Félice (Rad-soc) Pierre Ségelle (SFIO) Pierre Dézarnaulds (Rad-soc) Pierre Chevallier (UDSR), puis Roger Secrétain (UDSR) | Pierre Dézarnaulds           | Pierre Ségelle                    | Robert Szigeti     | Pierre Dézarnaulds   |                     |
| 1956 | Quatrième République    | Désiré Arnaud Robert Holveck                | L. Perdereau de 1951 à 1959 M. Charpentier de 1955 à 1959                              | Pierre Gabelle (MRP) Pierre de Félice (Rad-soc) Pierre Ségelle (SFIO) Edgar Cochet (UFF), puis Pierre Perroy (CNIP) André Chène (PCF)                    | Maurice Charpentier          | Pierre Ségelle                    | Robert Szigeti     | Pierre Dézarnaulds   |                     |
| 1957 | Quatrième République    | Désiré Arnaud Robert Holveck                | L. Perdereau de 1951 à 1959 M. Charpentier de 1955 à 1959                              | Pierre Gabelle (MRP) Pierre de Félice (Rad-soc) Pierre Ségelle (SFIO) Edgar Cochet (UFF), puis Pierre Perroy (CNIP) André Chène (PCF)                    | Maurice Charpentier          | Pierre Ségelle                    | Robert Szigeti     | Pierre Dézarnaulds   |                     |
| 1958 | Cinquième République    | Désiré Arnaud Robert Holveck                | L. Perdereau de 1951 à 1959 M. Charpentier de 1955 à 1959                              | Robert Szigeti (Ent Demo.) Pierre Gabelle (MRP) Pierre Charié (UNR) Henri Duvillard (UNR)                                                                | Pierre Perroy                | Pierre Ségelle                    | Robert Szigeti     | Pierre Dézarnaulds   |                     |
| 1959 | Cinquième République    | Pierre Dupuch                               | L. Perdereau M. Charpentier                                                            | Robert Szigeti (Ent Demo.) Pierre Gabelle (MRP) Pierre Charié (UNR) Henri Duvillard (UNR)                                                                | Pierre Perroy                | Roger Secrétain                   | Robert Szigeti     | Louis Boyer          |                     |
| 1960 | Cinquième République    | Pierre Dupuch                               | L. Perdereau M. Charpentier                                                            | Robert Szigeti (Ent Demo.) Pierre Gabelle (MRP) Pierre Charié (UNR) Henri Duvillard (UNR)                                                                | Pierre Perroy                | Roger Secrétain                   | Robert Szigeti     | Louis Boyer          |                     |
| 1961 | Cinquième République    | Pierre Dupuch                               | L. Perdereau M. Charpentier                                                            | Robert Szigeti (Ent Demo.) Pierre Gabelle (MRP) Pierre Charié (UNR) Henri Duvillard (UNR)                                                                | Claude Lemaitre-Basset       | Roger Secrétain                   | Robert Szigeti     | Louis Boyer          |                     |
| 1962 | Cinquième République    | Pierre Dupuch                               | L. Perdereau M. Charpentier                                                            | Xavier Deniau (UNR-UDT) Louis Sallé (UNR-UDT) Pierre Charié (UNR-UDT) Henri Duvillard (UNR-UDT)                                                          | Claude Lemaitre-Basset       | Roger Secrétain                   | Robert Szigeti     | Louis Boyer          |                     |
| 1963 | Cinquième République    | Pierre Dupuch                               | L. Perdereau M. Charpentier                                                            | Xavier Deniau (UNR-UDT) Louis Sallé (UNR-UDT) Pierre Charié (UNR-UDT) Henri Duvillard (UNR-UDT)                                                          | Claude Lemaitre-Basset       | Roger Secrétain                   | Robert Szigeti     | Louis Boyer          |                     |
| 1964 | Cinquième République    | Pierre Dupuch                               | L. Perdereau M. Charpentier                                                            | Xavier Deniau (UNR-UDT) Louis Sallé (UNR-UDT) Pierre Charié (UNR-UDT) Henri Duvillard (UNR-UDT)                                                          | Pierre Pagot                 | Roger Secrétain                   | Robert Szigeti     | Louis Boyer          |                     |
| 1965 | Cinquième République    | Pierre Dupuch                               | L. Perdereau P. de Félice                                                              | Xavier Deniau (UNR-UDT) Louis Sallé (UNR-UDT) Pierre Charié (UNR-UDT) Henri Duvillard (UNR-UDT)                                                          | Pierre Pagot                 | Roger Secrétain                   | Robert Szigeti     | Louis Boyer          |                     |
| 1966 | Cinquième République    | Pierre Dupuch                               | L. Perdereau P. de Félice                                                              | Xavier Deniau (UNR-UDT) Louis Sallé (UNR-UDT) Pierre Charié (UNR-UDT) Henri Duvillard (UNR-UDT)                                                          | Pierre Pagot                 | Roger Secrétain                   | Robert Szigeti     | Louis Boyer          |                     |
| 1967 | Cinquième République    | Jacques Juillet                             | L. Perdereau P. de Félice                                                              | Xavier Deniau (UDVR) Louis Sallé (UDVR) Pierre Charié (UDVR) Henri Duvillard (UDVR), puis Jean-Baptiste Chassagne (UDR)                                  | Pierre Pagot                 | Roger Secrétain                   | Robert Szigeti     | Louis Boyer          |                     |
| 1968 | Cinquième République    | Jacques Juillet                             | L. Perdereau P. de Félice                                                              | Xavier Deniau (UDVR) Louis Sallé (UDVR) Pierre Charié (UDVR) Henri Duvillard (UDVR), puis Jean-Baptiste Chassagne (UDR)                                  | Pierre Pagot                 | Roger Secrétain                   | Robert Szigeti     | Louis Boyer          |                     |
| 1969 | Cinquième République    | Francis Graeve                              | L. Perdereau P. de Félice                                                              | Xavier Deniau (UDVR) Louis Sallé (UDVR) Pierre Charié (UDVR) Henri Duvillard (UDVR), puis Jean-Baptiste Chassagne (UDR)                                  | Pierre Pagot                 | Roger Secrétain                   | Robert Szigeti     | Louis Boyer          |                     |
| 1970 | Cinquième République    | Francis Graeve                              | L. Perdereau P. de Félice                                                              | Xavier Deniau (UDVR) Louis Sallé (UDVR) Pierre Charié (UDVR) Henri Duvillard (UDVR), puis Jean-Baptiste Chassagne (UDR)                                  | Pierre Pagot                 | Roger Secrétain                   | Robert Szigeti     | Louis Boyer          |                     |
| 1971 | Cinquième République    | Francis Graeve                              | L. Perdereau P. de Félice                                                              | Xavier Deniau (UDVR) Louis Sallé (UDVR) Pierre Charié (UDVR) Henri Duvillard (UDVR), puis Jean-Baptiste Chassagne (UDR)                                  | Pierre Pagot                 | René Thinat                       | Gérard Bouche      | Louis Boyer          |                     |
| 1972 | Cinquième République    | Francis Graeve                              | L. Perdereau P. de Félice                                                              | Xavier Deniau (UDVR) Louis Sallé (UDVR) Pierre Charié (UDVR) Henri Duvillard (UDVR), puis Jean-Baptiste Chassagne (UDR)                                  | Pierre Pagot                 | René Thinat                       | Gérard Bouche      | Louis Boyer          |                     |
| 1973 | Cinquième République    | Paul Masson                                 | L. Perdereau P. de Félice                                                              | Xavier Deniau (UDR) Louis Sallé (UDR) Pierre Charié (UDR), puis Gaston Girard (UDR) Henri Duvillard (UDR)                                                | Pierre Pagot                 | René Thinat                       | Gérard Bouche      | Louis Boyer          |                     |
| 1974 | Cinquième République    | Paul Masson                                 | L. Boyer K. Malécot                                                                    | Xavier Deniau (UDR) Louis Sallé (UDR) Pierre Charié (UDR), puis Gaston Girard (UDR) Henri Duvillard (UDR)                                                | Pierre Pagot                 | René Thinat                       | Gérard Bouche      | Louis Boyer          |                     |
| 1975 | Cinquième République    | Paul Masson                                 | L. Boyer K. Malécot                                                                    | Xavier Deniau (UDR) Louis Sallé (UDR) Pierre Charié (UDR), puis Gaston Girard (UDR) Henri Duvillard (UDR)                                                | Pierre Pagot                 | René Thinat                       | Gérard Bouche      | Louis Boyer          |                     |
| 1976 | Cinquième République    | Bernard Couzier                             | L. Boyer K. Malécot                                                                    | Xavier Deniau (UDR) Louis Sallé (UDR) Pierre Charié (UDR), puis Gaston Girard (UDR) Henri Duvillard (UDR)                                                | Pierre Pagot                 | René Thinat                       | Gérard Bouche      | Louis Boyer          |                     |
| 1977 | Cinquième République    | Bernard Couzier                             | L. Boyer K. Malécot                                                                    | Xavier Deniau (UDR) Louis Sallé (UDR) Pierre Charié (UDR), puis Gaston Girard (UDR) Henri Duvillard (UDR)                                                | Pierre Pagot                 | René Thinat († 1978)              | Max Nublat         | Louis Boyer          |                     |
| 1978 | Cinquième République    | Marcel Blanc                                | L. Boyer K. Malécot                                                                    | Xavier Deniau (RPR) Louis Sallé (RPR) Gaston Girard (RPR) Jacques Douffiagues (UDF-PR)                                                                   | Pierre Pagot                 | Gaston Galloux († 1980)           | Max Nublat         | Louis Boyer          |                     |
| 1979 | Cinquième République    | Marcel Blanc                                | L. Boyer K. Malécot                                                                    | Xavier Deniau (RPR) Louis Sallé (RPR) Gaston Girard (RPR) Jacques Douffiagues (UDF-PR)                                                                   | Kléber Malécot               | Gaston Galloux († 1980)           | Max Nublat         | Louis Boyer          |                     |
| 1980 | Cinquième République    | Jean Rochet                                 | L. Boyer K. Malécot                                                                    | Xavier Deniau (RPR) Louis Sallé (RPR) Gaston Girard (RPR) Jacques Douffiagues (UDF-PR)                                                                   | Kléber Malécot               | Jacques Douffiagues               | Max Nublat         | Louis Boyer          |                     |
| 1981 | Cinquième République    | Jean Rochet                                 | L. Boyer K. Malécot                                                                    | Xavier Deniau (RPR) Jean-Paul Charié (RPR) Jean-Pierre Sueur (PS) Jean-Claude Portheault (PS)                                                            | Kléber Malécot               | Jacques Douffiagues               | Max Nublat         | Louis Boyer          |                     |
| 1982 | Cinquième République    | Jean Rochet                                 | L. Boyer K. Malécot                                                                    | Xavier Deniau (RPR) Jean-Paul Charié (RPR) Jean-Pierre Sueur (PS) Jean-Claude Portheault (PS)                                                            | Kléber Malécot               | Jacques Douffiagues               | Max Nublat         | Louis Boyer          |                     |
| 1983 | Cinquième République    | Jean Terrade                                | L. Boyer K. Malécot P. Masson                                                          | Xavier Deniau (RPR) Jean-Paul Charié (RPR) Jean-Pierre Sueur (PS) Jean-Claude Portheault (PS)                                                            | Kléber Malécot               | Jacques Douffiagues               | Michel Brisson     | Louis Boyer          |                     |
| 1984 | Cinquième République    | Jean Terrade                                | L. Boyer K. Malécot P. Masson                                                          | Xavier Deniau (RPR) Jean-Paul Charié (RPR) Jean-Pierre Sueur (PS) Jean-Claude Portheault (PS)                                                            | Kléber Malécot               | Jacques Douffiagues               | Michel Brisson     | Louis Boyer          |                     |
| 1985 | Cinquième République    | Yves-Jean Bentegeac                         | L. Boyer K. Malécot P. Masson                                                          | Xavier Deniau (RPR) Jean-Paul Charié (RPR) Jean-Pierre Sueur (PS) Jean-Claude Portheault (PS)                                                            | Kléber Malécot               | Jacques Douffiagues               | Michel Brisson     | Louis Boyer          |                     |
| 1986 | Cinquième République    | Paul Bernard                                | L. Boyer K. Malécot P. Masson                                                          | Jacques Douffiagues (UDF-PR), puis Antoine Carré (UDF-PR) Jean-Pierre Sueur (PS) Jean-Claude Portheault (PS) Xavier Deniau (RPR) Jean-Paul Charié (RPR)  | Kléber Malécot               | Jacques Douffiagues               | Michel Brisson     | Louis Boyer          |                     |
| 1987 | Cinquième République    | Paul Bernard                                | L. Boyer K. Malécot P. Masson                                                          | Jacques Douffiagues (UDF-PR), puis Antoine Carré (UDF-PR) Jean-Pierre Sueur (PS) Jean-Claude Portheault (PS) Xavier Deniau (RPR) Jean-Paul Charié (RPR)  | Kléber Malécot               | Jacques Douffiagues               | Michel Brisson     | Louis Boyer          |                     |
| 1988 | Cinquième République    | Paul Bernard                                | L. Boyer K. Malécot P. Masson                                                          | Circ1 : Jean-Pierre Sueur (PS) Circ2 : Éric Doligé (RPR) Circ3 : Jean-Pierre Lapaire (PS) Circ4 : Xavier Deniau (RPR) Circ5 : Jean-Paul Charié (RPR)     | Kléber Malécot               | Jean-Louis Bernard                | Michel Brisson     | Louis Boyer          |                     |
| 1989 | Cinquième République    | Paul Bernard                                | L. Boyer K. Malécot P. Masson                                                          | Circ1 : Jean-Pierre Sueur (PS) Circ2 : Éric Doligé (RPR) Circ3 : Jean-Pierre Lapaire (PS) Circ4 : Xavier Deniau (RPR) Circ5 : Jean-Paul Charié (RPR)     | Kléber Malécot               | Jean-Pierre Sueur                 | Max Nublat         | Louis Boyer          | Henry Berthier      |
| 1990 | Cinquième République    | Paul Bernard                                | L. Boyer K. Malécot P. Masson                                                          | Circ1 : Jean-Pierre Sueur (PS) Circ2 : Éric Doligé (RPR) Circ3 : Jean-Pierre Lapaire (PS) Circ4 : Xavier Deniau (RPR) Circ5 : Jean-Paul Charié (RPR)     | Kléber Malécot               | Jean-Pierre Sueur                 | Max Nublat         | Louis Boyer          | Henry Berthier      |
| 1991 | Cinquième République    | Hubert Blanc                                | L. Boyer K. Malécot P. Masson                                                          | Circ1 : Jean-Pierre Sueur (PS) Circ2 : Éric Doligé (RPR) Circ3 : Jean-Pierre Lapaire (PS) Circ4 : Xavier Deniau (RPR) Circ5 : Jean-Paul Charié (RPR)     | Kléber Malécot               | Jean-Pierre Sueur                 | Max Nublat         | Louis Boyer          | Henry Berthier      |
| 1992 | Cinquième République    | Hubert Blanc                                | L. Boyer K. Malécot P.Masson                                                           | Circ1 : Jean-Pierre Sueur (PS) Circ2 : Éric Doligé (RPR) Circ3 : Jean-Pierre Lapaire (PS) Circ4 : Xavier Deniau (RPR) Circ5 : Jean-Paul Charié (RPR)     | Kléber Malécot               | Jean-Pierre Sueur                 | Max Nublat         | Louis Boyer          | Henry Berthier      |
| 1993 | Cinquième République    | Bernard Gérard                              | L. Boyer K. Malécot P.Masson                                                           | Circ1 : Antoine Carré (UDF-PR) Circ2 : Éric Doligé (RPR) Circ3 : Jean-Louis Bernard (UDF-Rad) Circ4 : Xavier Deniau (RPR) Circ5 : Jean-Paul Charié (RPR) | Kléber Malécot               | Jean-Pierre Sueur                 | Max Nublat         | Louis Boyer          | Henry Berthier      |
| 1994 | Cinquième République    | Bernard Gérard                              | L. Boyer K. Malécot P.Masson                                                           | Circ1 : Antoine Carré (UDF-PR) Circ2 : Éric Doligé (RPR) Circ3 : Jean-Louis Bernard (UDF-Rad) Circ4 : Xavier Deniau (RPR) Circ5 : Jean-Paul Charié (RPR) | Éric Doligé                  | Jean-Pierre Sueur                 | Max Nublat         | Louis Boyer          | Henry Berthier      |
| 1995 | Cinquième République    | Bernard Gérard                              | L. Boyer K. Malécot P.Masson                                                           | Circ1 : Antoine Carré (UDF-PR) Circ2 : Éric Doligé (RPR) Circ3 : Jean-Louis Bernard (UDF-Rad) Circ4 : Xavier Deniau (RPR) Circ5 : Jean-Paul Charié (RPR) | Éric Doligé                  | Jean-Pierre Sueur                 | Max Nublat         | Jean-Pierre Hurtiger | Henry Berthier      |
| 1996 | Cinquième République    | Bernard Gérard                              | L. Boyer K. Malécot P.Masson                                                           | Circ1 : Antoine Carré (UDF-PR) Circ2 : Éric Doligé (RPR) Circ3 : Jean-Louis Bernard (UDF-Rad) Circ4 : Xavier Deniau (RPR) Circ5 : Jean-Paul Charié (RPR) | Éric Doligé                  | Jean-Pierre Sueur                 | Max Nublat         | Jean-Pierre Hurtiger | Henry Berthier      |
| 1997 | Cinquième République    | Jacques Barel                               | L. Boyer K. Malécot P.Masson                                                           | Circ1 : Antoine Carré (UDF-PR) Circ2 : Éric Doligé (RPR) Circ3 : Jean-Louis Bernard (UDF-Rad) Circ4 : Xavier Deniau (RPR) Circ5 : Jean-Paul Charié (RPR) | Éric Doligé                  | Jean-Pierre Sueur                 | Jacques Reboul     | Jean-Pierre Hurtiger | Henry Berthier      |
| 1998 | Cinquième République    | Jacques Barel                               | L. Boyer K. Malécot P.Masson                                                           | Circ1 : Antoine Carré (UDF-PR) Circ2 : Éric Doligé (RPR) Circ3 : Jean-Louis Bernard (UDF-Rad) Circ4 : Xavier Deniau (RPR) Circ5 : Jean-Paul Charié (RPR) | Éric Doligé                  | Jean-Pierre Sueur                 | Jacques Reboul     | Jean-Pierre Hurtiger | Henry Berthier      |
| 1999 | Cinquième République    | Patrice Magnier                             | L. Boyer K. Malécot P.Masson                                                           | Circ1 : Antoine Carré (UDF-PR) Circ2 : Éric Doligé (RPR) Circ3 : Jean-Louis Bernard (UDF-Rad) Circ4 : Xavier Deniau (RPR) Circ5 : Jean-Paul Charié (RPR) | Éric Doligé                  | Jean-Pierre Sueur                 | Jacques Reboul     | Jean-Pierre Hurtiger | Henry Berthier      |
| 2000 | Cinquième République    | Patrice Magnier                             | L. Boyer K. Malécot P.Masson                                                           | Circ1 : Antoine Carré (UDF-PR) Circ2 : Éric Doligé (RPR) Circ3 : Jean-Louis Bernard (UDF-Rad) Circ4 : Xavier Deniau (RPR) Circ5 : Jean-Paul Charié (RPR) | Éric Doligé                  | Jean-Pierre Sueur                 | Jacques Reboul     | Jean-Pierre Hurtiger | Henry Berthier      |